# Безработица в Испании
Безработица в Испании является традиционно одной из самых острых проблем экономики страны. Хотя относительно высокий уровень безработицы является слабой стороной большинства капиталистически ориентированных экономик, но ряд специфических факторов культурно-экономического характера делают ситуацию в Испании наиболее экстремальной, даже по сравнению с рядом похожих по структуре и культуре капиталистических экономик региона (Италии, Португалии и Франции).
В конце ХХ ‒ начале XXI века массовая безработица, особенно среди молодёжи, превратилась самую большую проблему испанского общества, опережая даже угрозу террористических атак. Хотя безработица в пределах страны имеет ярко выраженную географическую составляющую (на севере она ниже чем на юге), её общий уровень всё равно является одним из самых высоких в Европейском союзе, не опускаясь даже в годы бурного роста экономики ниже 8—10 %.
Борьба с безработицей упирается в проблему — избыток неквалифицированных и недостаток подготовленных кадров (из 5,3 млн безработных 1,7 млн не имеют никакой подготовки).

## Статистика
Энергетический кризис 1973 года ударил по Испании, из-за её зависимости от других стран, очень сильно, в 1975 году безработица выросла до 21 %.
В 1980-х в Испании снова начался экономический подъём. Однако в этом случае рост производства сопровождался высокой безработицей — до 22 % трудоспособного населения.
Уровень безработицы в страны увеличивается непрерывно с 2007 года.
В 2006—2007 гг., несмотря на высокие темпы роста занятости, сократился незначительно и составил 8,1 % (второе место среди европейских стран, уступая лишь Словакии); за первые же три месяца 2008 её уровень вырос до 9,6 %, достигнув максимума за 3 года по стране и второе место среди стран Европы. Особое опасение представляет строительная промышленность, где наибольшее число безработных. Неутешительны данные и по остальным, ранее высокоразвитым, отраслям.
Количество зарегистрированных безработных[когда?] превышает 2 миллиона человек. Около 60 % испанских безработных — женщины, 13 % — граждане, не достигшие 25 лет.
В первом квартале 2009 года безработица составила 16,5 % (эксперты предполагали что за год вырастет до 10 %); общее число безработных превысило 3,3 млн человек.
В ноябре 2012 года достиг 26,2 %.
Абсолютным рекордом стал первый квартал 2013 года с показателем 27,16 %. Это является абсолютным рекордом за всю историю учёта показателя в стране и в Европе в целом. Предыдущий пик безработицы в Испании был зарегистрирован в 1994 году, когда он составлял 24,1 % (для сравнения, в октябре 2012 года доля безработных в РФ составляла всего 5,3 %, в США в том же месяце — 7,9 %). По прогнозам экономистов к концу 2013 уровень безработицы в Испании может достичь и даже превысить 30 %.
В 2014 — приближалась к 25 %
В 2015 составила 21,18%
В начале 2016 – 21%, в конце 2016 – 18,63%
В начале 2017 – 18,75%, в конце 2017 – 16,38%
В начале 2018 – 16,55%, в конце 2018 – 14,55%
В начале 2019 – 14,45%, в конце 2019 – 13,92%
В начале 2020 – 13,8%, в конце 2019 – 16,26%
В начале 2021 – 16,13%, в конце 2021 – 14,57%
В начале 2022 – 13,33%, в конце 2022 – 12,67%
В начале 2023 – 12,87%

## Предпосылки

### Историко-культурные
Испания традиционно отличается низкой занятостью женщин, даже несмотря на то что уровень рождаемости в стране на протяжении последних 25 лет является самым низким в Европе. Во многом такая ситуация объясняется средиземноморскими культурными традициями, переплетающимися с наследием длительного мусульманского периода, наиболее ощутимого на юге страны. Так по состоянию на октябрь 2012 года, доля экономически активного населения в Испании составляла всего 37,1 %, для сравнения в России — 53 %, в США — 66,4 %.

### Статистические и экономические
Другая причина по которой уровень официальной безработицы в стране столь высок заключается в том что часть рабсилы на самом деле трудоустроена в теневом секторе экономики (как чёрной, так и серой), но при этом регистрируется на биржах труда как безработные. Одним из важнейших секторов неформальной занятости населения исторически является надомная работа. Особенно это касается большого количества иммигрантов, которых Испания приняла в последние 20 лет. Эту двойственную ситуацию косвенно подтверждает тот факт что несмотря на колоссальные темпы роста официального показателя безработицы, ВВП страны сокращался гораздо более медленными темпами, так как его поддерживал значительный (и даже увеличивающийся в период кризиса) теневой сектор, в котором и трудились некоторые официальные безработные. Это также и подтверждало и то что массовая неквалифицированная иммиграция в страну выходцев из третьих стран продолжалась даже тогда когда безработица в стране достигала 15-16 %. Лишь в 2011—2012 годах внешнее сальдо миграции в стране стало отрицательным, так как определённый критический барьер был всё-таки преодолён. И действительно, в 2012 году уровень безработицы в Испании значительно превысил аналогичные показатели в США в период Великой депрессии (22-24 % в 1931-32 гг.).

#### Перегрев рынка жилья
В период интенсивного притока дешёвых кредитов из немецкой банковской системы непосредственно после вступления страны в Еврозону (1999), Испания пережила строительный бум. Из-за относительно низкого уровня развития постиндустриального сектора, большая часть спекулятивных капиталов направилась именно в жилищно-строительный сектор. Школьники и даже студенты в массовом порядке бросали учёбу и шли работать на стройку, где получали неплохие деньги за счёт быстрорастущих цен на жильё. После быстрого перенасыщения рынка (к концу 2012 года в стране насчитывалось почти 2 миллиона свободных индивидуальных единиц жилья), цены начали падать. В результате последовали массовые увольнения рабочих. Часть из них, воспользовавшись шенгенскими соглашениями, начала искать работу в соседней Франции, где 10 % безработица (2012) кажется незначительной по испанским меркам. Кроме того начался, пусть и небольшой, но отток испанской рабсилы в Великобританию, Германию, Австралию, США, страны Латинской Америки. Испанским рабочим нелегко устроиться в странах Северной Европы, поскольку они обычно работают с цементом и панелеблоками, а не с деревом и кирпичом, а также обычно не владеют иностранными языками.

### Формальные и демографические
Другой причиной нарастающей безработицы в стране эксперты часто называют негибкую систему контрактов между работодателем и работником, которая типична для многих стран Средиземноморья. На рынке труда этих стран давно сложилась система двух типов контрактов — временной и постоянной. Как правило, большинство работодателей предпочитает нанимать молодёжь именно по таким временным контрактам которые действуют на срок менее двух лет. Затем нанятых по врем. контракту увольняют и нанимают новых. Делается это потому, что после двухлетнего стажа работодатель обязан предоставить работнику так называемый постоянный контракт с полным соцпакетом. После получения постоянного контракта работника очень трудно уволить. Если же увольнение происходит, работодателель обязан выплатить значительные суммы за каждый проработанный год.
В результате того, что продолжительность жизни в странах Средиземной Европы в последние 40 лет существенно выросла, а сами работы стали менее изнашивающими, более старшие работники остаются на рынке труда гораздо дольше чем раньше. В результате уровень безработицы среди молодёжи в возрасте до 25 лет достиг 52 % в конце 2012; 56 % в 2013.

### Еврофактор
В последнее время одной из основных причин нарастающего кризиса занятости называется вступление страны в Еврозону (с 1 января 1999), когда страна была не готова к введению такой дорогостоящей валюты как евро. Введение евро привело к округлению и удорожанию цен, а также лишило страну спасательных механизмов внутренней ценовой чувствительности и внешней девальвации, к которым испанские власти и экспортёры прибегали когда было необходимо поднять уровень ценовой привлекательности испанских товаров на мировых рынках в условиях низкой производительности испанского труда. После введения евро подобные механизмы регуляции прекратили своё существование. Первое время данные изъяны удавалось маскировать массовым притоков еврофондов, а также спекулятивных капиталов на рынок недвижимости и кредитования страны. После того как эти фонды иссякли и страна потеряла статус реципиента, страна оказалась в крайне уязвимом положении. В условиях низкой производительности труда и слабой производительной культуры на фоне Германии и других стран Северной Европы, у испанских работодателей остались лишь два варианта: либо увольнять непроизводительных работников, либо снижать зарплаты. Дефляционная спираль начала набирать обороты.

## Географические и этнические
Внутри страны показатели безработицы нарастают при движении с севера на юг. По сост. на 2012 наиболее низкие показатели безработицы зафиксированы в этнически неиспанских регионах на северной периферии страны (в Стране Басков и Галисии) в пределах 15-20 %. Наиболее тяжёлая ситуация сложилась в испаноязычных регионах юга страны (особенно в Андалусии), на Канарских островах, а также в двух автономных городах африканского побережья, где значительную долю населения составляют арабы и берберы. Так, в г. Сеута в ноябре 2012 года уровень безработицы достиг рекордной отметки 41,03 %, среди городов самой Испании он наиболее высок в Хаэне (38,3 %).Люди работающие в испании отрицают наличие безработицы в северной части,в основном затронуты южная часть.